# Werner Schulz (Fußballspieler)
Werner Schulz (* 22. Juni 1913 in Swakopmund, Deutsch-Südwestafrika, heute Namibia; † 3. Mai 1947) war ein deutscher Fußballspieler und -trainer. Mit den „Blauen“ vom grün-weiß-grünen SV Arminia Hannover wurde er 1933 norddeutscher Vizemeister und nahm an der Endrunde um die deutsche Fußballmeisterschaft teil. Als Außenläufer und Verteidiger absolvierte er für die deutsche Fußballnationalmannschaft zwischen 1935 und 1938 vier Länderspiele.

## Fußballerische Laufbahn

### Im Verein
Geboren im damaligen Deutsch-Südwestafrika kam Schulz nach Norddeutschland und spielte dort laut Tauber von 1924 bis 1947 bei Arminia Hannover. Zeitweise war er Kriegsgastspieler beim LSV Berlin. Nach dem Krieg war er zurück in Hannover und trainierte die Arminia in der Saison 1946/47. Unter dem englischen Trainer William Townley hatte Schulz wie sein Bruder Robert, Willi Fricke und Eduard Wolpers 1932/33 dem Team des norddeutschen Vizemeisters angehört, welches sich in der Endrunde um die deutsche Meisterschaft am 7. Mai überraschenderweise mit 2:1 nach Verlängerung beim Dresdner SC mit deren Leistungsträgern Georg Köhler, Rudolf Berthold, August Sackenheim und Richard Hofmann durchsetzen konnte. Im Viertelfinale verloren Schulz und Kollegen am 21. Mai vor 20.000 Zuschauern in der Hindenburg-Kampfbahn mit 0:3 gegen den späteren deutschen Meister Fortuna Düsseldorf.
In der Gauliga Niedersachsen erreichte Schulz mit Arminia in den Runden 1933/34 und 1936/37 jeweils die Vizemeisterschaft. Der Einzug in die Endrunden um die deutsche Fußballmeisterschaft gelang nach 1933 aber nicht mehr.
Zu seinem weiteren Lebensweg gab es bis vor einigen Jahren widersprüchliche Angaben.

### Auswahlmannschaften und Nationalmannschaft
Als linker Außenläufer und rechter Verteidiger absolvierte er für die deutsche Fußballnationalmannschaft zwischen 1935 und 1938 vier Länderspiele, ohne sich jedoch einen Stammplatz erkämpfen zu können. Mitte April 1934 nahm Schulz zum ersten Mal an einem Nationalmannschaftslehrgang in Duisburg-Wedau teil. Beim Länderspiel am 7. Oktober 1934 in Kopenhagen gegen Dänemark saß er als Ersatzspieler auf der Bank. Unter Reichstrainer Otto Nerz debütierte er am 28. April 1935 beim Länderspiel in Brüssel gegen Belgien in der deutschen Nationalmannschaft. Beim 6:1-Erfolg bildete er zusammen mit Rudolf Gramlich und Ludwig Goldbrunner die Läuferreihe. Mit dem Mann aus Hannover debütierten an diesem Tag auch noch Andreas Munkert, August Lenz und Ludwig Damminger in der DFB-Elf. Vier Monate später, am 18. August, folgte seine zweite Berufung: Deutschland schlug in München Finnland mit 6:0. Nerz hatte auf die gleiche Läuferreihe wie in Brüssel gesetzt. Acht Tage später gab aber der Schweinfurter Albin Kitzinger als linker Außenläufer sein Debüt in der Nationalmannschaft und sollte über Jahre Stammplatzinhaber mit seiner unbestrittenen internationalen Klasse sein.
Auch für Norddeutschland und Niedersachsen spielte Schulz repräsentativ.
Mit der Gauauswahl von Niedersachsen erreichte Werner Schulz im Fußballturnier während des Turn- und Sportfestes 1938 in Breslau das Endspiel. Das verlor er am 30. Juli an der Seite von Mitspielern wie Torhüter Heinz Flotho, Heinz Ditgens, Ludwig Pöhler und Matthias Heidemann gegen die Auswahl der Gauliga Ostmark mit deren Offensivassen wie Karl Zischek, Wilhelm Hahnemann, Josef Stroh, Leopold Neumer und Johann Pesser mit 1:4.

## Trivia
Verschiedene Quellen sagen abweichend, Werner Schulz habe seine Spielerkarriere erst 1950 beendet und anschließend als Trainer gearbeitet. Als Sterbejahr wurde auch 1967 genannt. Der Kicker hatte ihn 1953 noch in seiner Geburtstags-Rubrik mit aufgelistet. Bei dem Spieler Schulz unbekannten Vornamens, der zwischen 1948 und 1950 in der Oberliga Nord für Arminia gespielt hat (3 Einsätze), kann es sich alternativ um den früheren Gauligaspieler Hans-Otto Schulz gehandelt haben. Werners Bruder, Robert Schulz, ebenfalls Arminia-Spieler, war 1940 verstorben.
Die Nachforschungen von Tauber über das Stadtarchiv und Standesamt Hannover sowie ein Artikel aus der Zeitung „Hannoversche Neueste Nachrichten“ vom 7. Mai 1947 belegen zwischenzeitlich aber eindeutig das Sterbedatum vom 3. Mai 1947 in Hannover.